# Lillecirkel
En lillecirkel er en cirkelperiferi på en kugle, der har en mindre diameter end kuglen. Lillecirklen står i modsætning til storcirklen, der har samme diameter som kuglen.
| Dodekaeder | Spire Denne artikel om geometri er en spire som bør udbygges. Du er velkommen til at hjælpe Wikipedia ved at udvide den. |